# ترتيب غبي
في علم الحاسوب ، bogosort  (المعروفة أيضًا باسم الترتيب التبادلي ، الترتيب الغبي، الترتيب الأحمق،  أو الترتيب البطيء  ) هي عبارة عن خوارزمية ترتيب تعتمد على مبدأ التجربة والخطأ. تقوم الخوارزمية بإنشاء تباديل مختلفة عشوائياً للمُدخلات حتى تجد تبديل للمُدخلات تكون فيه جميع العناصر مرتبة. لا تعتبر الخوارزمية مفيدة بشكل عملي للترتيب نظرا للوقت الهائل التي تستغرقه ، ولكن يمكن استخدامها للأغراض التعليمية ، أو للمقارنه بخوارزميات أكثر كفاءة.
هنالك نوعان من هذه الخوارزمية: نسخة حتمية تقوم بتجربة كل التباديل الممكنة للمُدخلات حتى تصل إلى التبديل المرتب ،  ونسخة عشوائية تبدل مُدخلاتها بشكل عشوائي. تشبيه عملي للنوع الثاني هو محاولة ترتيب مجموعة أوراق اللعب عن طريق رمي المجموعة في الهواء ، جمع البطاقات من الأرض عشوائيًا، وتكرار العملية حتى يتم الحصول على مجموعة مرتبة. اسمها باللغة الإنجليزية هو عبارة من الكلمتين الأحمق (bogus) والفرز (sort) .